# Neobythites monocellatus
Neobythites monocellatus är en fiskart som beskrevs av Nielsen, 1999. Neobythites monocellatus ingår i släktet Neobythites och familjen Ophidiidae. Inga underarter finns listade i Catalogue of Life.